# 교가
교가(校歌)는 한 학교를 대표하는 곡 중 하나이다. 대한민국의 대부분의 학교에는 교가가 따로 있는데, 최근에는 이 교가를 젊은 층에 맞춰 영어나 랩, 가요로 해서 부르기도 한다. 2019년부터는 교가 작곡가가 친일파인 학교들이 교가를 바꾸기도 한다.

## 길이가 긴 교가
- 연세대 - 54마디
- 경기고 - 48마디
- 외대부고 - 40마디
- 단대부고 - 36마디

## 2절 이상인 교가
- 경기고 - 3절[2]
- 우촌초등학교 - 3절[3]
- 서울잠일초등학교 - 2절[4]
- 전주지곡초등학교 - 2절[5]

## 같이 보기
- 응원가